# Ruine Schimmelsprung
Die Ruine Schimmelsprung befindet sich in Thunau am Kamp bei Gars am Kamp im Kamptal in Niederösterreich, unweit der Burgruine Gars am Kamp, und steht auf einem Felsen etwa 100 Meter über dem rechten Kampufer.

## Geschichte
Die erste urkundliche Erwähnung der Burg Thunau stammt aus dem Jahr 1196 und war Sitz des Ministerialgeschlechtes von Thunau (Thumbenove). Mit Ende des 14. Jahrhunderts trat der Verfall ein.
Den Namen Schimmelsprung hat die Ruine allerdings erst von den Legenden, die sich um diese Ruine ranken erhalten. In einigen davon wird der Burgherr als Tempelritter bezeichnet, in anderen als Raubritter. In allen Versionen wird er als sehr herrschsüchtiger und brutaler Ritter dargestellt, der seine Untertanen bis aufs Letzte ausbeutete. Die unterdrückten Bauern ließen sich das nach einiger Zeit nicht mehr gefallen und belagerten die Burg. Bei der Erstürmung der Burg wollte der Burgherr mit seinem Schimmel fliehen. Als er die aussichtslose Situation erkannte, gab er seinem Pferd die Sporen und stürzte sich über die Felswand.
Die Burg wurde nicht mehr aufgebaut und ist seither zu einer Ruine verfallen. Das Areal der damaligen Burg lässt sich aber noch heute aufgrund der noch vorhandenen Mauerreste erahnen. Zum Kamp hin steht noch ein sehr großer Mauerteil, mit noch vorhandenen Schießscharten. Außerdem sind noch Mauerteile mit Durchgängen zu sehen.

## Burg
Die Burg wurde im Süden von Thunau auf einem nach drei Seiten zum Fluss Kamp senkrecht abfallenden Felsen errichtet. Der Zugang erfolgte vom Westen und war durch drei Abschnittsgräben befestigt. In der ehemaligen Burg mit quadratischem Bering war der Bergfried in der Westecke eingestellt. Vom Bergfried ist das tonnengewölbte Untergeschoß zum Teil erhalten.